# Guillaume de Vergy
Guillaume de Vergy, dit le cardinal de Besançon, né en comté de Bourgogne (Franche-Comté) et mort en 1407 à Besançon, est un pseudo-cardinal du XIVe siècle et du début du XVe siècle créé par l'antipape d'Avignon Clément VII. Il est le frère de Jean de Vergy, sénéchal de Bourgogne.

## Biographie
Guillaume de Vergy est prieur de Beaumont-le-Roger et de Saint-Ymier. Il est nommé archevêque de Besançon en 1371. Il est en conflit avec le duc Philippe II de Bourgogne. Il excommunie le duc et se refuge à Avignon.
L'antipape Clément VII le crée cardinal lors du consistoire du 17 avril 1391.
Le cardinal de Vergy participe au conclave de 1394 lors duquel l'antipape Benoît XIII est élu.

### Articles détaillés
- Liste des cardinaux d'Avignon